# Diisopropylamin
Diisopropylamin je organická sloučenina se vzorcem (Me2CH)2NH (Me = methyl), patřící mezi sekundární aminy; za standardních podmínek bezbarvá kapalina. Jeho lithná sůl, diisopropylamid lithný, se používá jako reaktant v organické syntéze.

## Reakce a použití
Diisopropylamin je často používaným nukleofilem v organické syntéze.
Jedná se o selektivnější nukleofil, než je například dimethylamin.
Tato látka reaguje s organolithnými sloučeninami za vzniku diisopropylamidu lithného (LDA). LDA je silná nenukleofilní zásada.
Hlavní průmyslové využití má diisopropylamin při výrobě herbicidů diallátu a triallátu, také se z něj získávají sulfenamidy používané při vulkanizaci kaučuku.
Diisopropylamin se také používá na přípravu N,N-diisopropylethylaminu alkylací diethylsulfátem.
Bromid odvozený od diisopropylaminu, diisopropylamoniumbromid, je za pokojové teploty ferroelektrický.

## Příprava
Diisopropylamin je komerčně dostupný, ovšem lze jej také připravit redukční aminační reakcí acetonu s amoniakem za katalýzy upraveným oxidem měďnatým (nejčastěji se jedná o chromitan měďnatý):
NH3 + 2 (CH3)2CO + 2 H2 → C6H15N + 2 H2O
Suchý diisopropylamin lze získat oddestilováním z hydroxidu draselného (KOH) nebo vysoušením se sodíkovým drátem.

## Toxicita
Diisopropylamin může způsobit popáleniny při jakémkoliv vystavení se této látce. Vdechnutí par o vyšších koncentracích může mít za následek bolet hlavy, nevolnost, únavu a zvracení.